# Leichtathletik-Weltmeisterschaften 2019/Teilnehmer (Kirgisistan)
| Gelbes Symbol für Goldmedaillen mit stilisierten Olympischen Ringen | Graues Symbol für Silbermedaillen mit stilisierten Olympischen Ringen | Braundes Symbol für Bronzemedaillen mit stilisierten Olympischen Ringen |
| ------------------------------------------------------------------- | --------------------------------------------------------------------- | ----------------------------------------------------------------------- |
| —                                                                   | —                                                                     | —                                                                       |

Der Leichtathletikverband von Kirgisistan nahm an den Leichtathletik-Weltmeisterschaften 2019 in Doha teil. Zwei Athleten wurden vom kirgisischen Verband nominiert.

## Ergebnisse

### Frauen

#### Laufdisziplinen
| Athletin           | Disziplin | Vorlauf | Vorlauf | Halbfinale | Halbfinale | Finale | Finale |
| Athletin           | Disziplin | Zeit    | Platz   | Zeit       | Platz      | Zeit   | Platz  |
| ------------------ | --------- | ------- | ------- | ---------- | ---------- | ------ | ------ |
| Marija Korobizkaja | Marathon  |         |         |            |            | DNF    | DNF    |

### Männer

#### Laufdisziplinen
| Athlet                 | Disziplin | Vorlauf     | Vorlauf | Halbfinale | Halbfinale | Finale | Finale |
| Athlet                 | Disziplin | Zeit        | Platz   | Zeit       | Platz      | Zeit   | Platz  |
| ---------------------- | --------- | ----------- | ------- | ---------- | ---------- | ------ | ------ |
| Mussulman Dscholomanow | 1500 m    | 3:45,07 min | 38      | DNQ        | DNQ        | –      | –      |